# Березовська сільська рада (Солонешенський район)
Бере́зовська сільська рада (рос. Берёзовский сельский совет) — сільське поселення у складі Солонешенського району Алтайського краю Росії.
Адміністративний центр — село Березовка.

## Населення
Населення — 795 осіб (2019; 925 в 2010, 1015 у 2002).

## Склад
До складу сільської ради входять:
| Населений пункт      | Населення, осіб (2002) | Населення, осіб (2010) |
| -------------------- | ---------------------- | ---------------------- |
| Березовка, село      | 719                    | 714                    |
| Калінінський, селище | 39                     | 39                     |
| Юртне, село          | 257                    | 172                    |